# Kostel svatého Martina (Jarok)
Kostel svatého Martina je barokní stavba z 18. století a byl prohlášen za národní kulturní památku. Nachází se v obci Jarok ležící 10 km jihozápadně od Nitry. První zmínka pochází z roku 1601. V ostřihomském misálu se zmiňuje, že tento kostel, stojící na starém hřbitově, je malý, opuštěný a ve špatném stavu.
Prvním knězem v kostele byl Pavol Férerváry v letech 1708 – 1709. Jeho místo zaujal v letech 1709 – 1712 Ján Baltazár Magin, známý jako autor první politické obhajoby slovenského národa v Uhersku. Dodnes se v kostele nachází jeho pamětní tabule. V letech 1712 – 1738 působil v Jarku jako kněz Karol Orlay. Jeho zásluhou a pomocí tehdejšího nitranského biskupa Ladislava Erdődyho byl postaven nový kostel, v letech 1718 – 1723.
Původní stavba měla postavenou sakristii a představenou věž, ve které se nacházely tři menší zvony. Největší z nich byl během 1. světové války roztaven na zbrojařské účely, přesněji v roce 1916.
První renovace kostela se konala v letech 1784 – 1789, kdy byl vybudován hlavní oltář sv. Martina, stejně tak i oba boční oltáře, sv. Karla Boromejského a sv. Jana Nepomuckého. Kazatelna a mramorová křtitelnice přibyly na konci 18. století.